# Une vie (téléfilm)
Pour les articles homonymes, voir Une vie.
Une vie est un téléfilm français d’Élisabeth Rappeneau, diffusé pour la première fois en 2005. Il est adapté du roman de Guy de Maupassant.
L'essentiel de l'action se passe à Yport (Seine-Maritime).

## Fiche technique
- Titre : Une vie
- Réalisation : Élisabeth Rappeneau
- Scénario : adapté du roman de Guy de Maupassant Une vie
- Musique : Pierre Adenot
- Pays :  France
- Durée : 95 minutes
- Lieu de tournage : Château et Parc du Saussay à Ballancourt (Essonne)
- Diffusion : 3 janvier 2005 sur France 2

## Distribution
- Barbara Schulz : Jeanne
- Boris Terral : Julien
- Marie Denarnaud : Rosalie
- Catherine Jacob : Adélaïde
- Wladimir Yordanoff : le baron
- Florence Darel : la comtesse de Fourville
- Arno Chevrier : le comte de Fourville
- Nicole Gueden : tante Lison
- Roland Bertin : l'abbé Picot
- Régis Royer : l'abbé Tolbiac
- Marius Colucci : Marius

## Récompenses
- Prix du meilleur thème musical pour la fiction télévisuelle au MIMPI à Auxerre